# Светозар Мијaиловић
Светозар Мијaиловић (рођен 8. јануара 1947) је српски фудбалски функционер и бивши државни званичник, најпознатији као председник Црвене звезде. На тој функцији се налази од 2014. године, а претходно је био председник Скупштине клуба у време највећих успеха током раних 1990-их.

## Рани живот и образовање
Мијaиловић је рођен у Лопашу, код Пожеге, у некадашњој Југославији. Дипломирао је на Факултету организационих наука у Београду, где је стекао звање инжењера организације рада. Радио је у Заводу за трансфер технологије, инжењеринг и маркетинг у Београду. Један је од оснивача Удружења репрезентативаца Србије.

## Каријера

### Спортска администрација
Мијaиловић је обављао више дужности у спортским организацијама у Србији:
- Председник Омладине Србије (1973–1977)
- Председник Савеза организација физичке културе Србије – СОФК (1978–1982)
- Председник Савеза спортова Београда (1982–1986)
- Председник Скупштине ФК Црвена звезда (1987–1993)
- Потпредседник Фудбалског савеза Београда (1996–2000)
- Министар за спорт у Влади Републике Србије (2000)[1]

### Црвена звезда
Мијaиловић је изабран за председника ФК Црвена звезда 11. децембра 2014. године, добивши 97,8% гласова.
Током његовог мандата, клуб је остварио бројне успехе:
- Осам титула у Суперлиги Србије
- Четири освојена Купа Србије
- Четири учешћа у групној фази Лиге Европе
- Четири учешћа у групној фази Лиге шампиона

У новембру 2022. године поново је изабран за председника клуба, добивши 741 од 844 гласа.
Најавио је и изградњу новог стадиона током мандата, као и даљи развој омладинске школе и инфраструктуре клуба.

## Признања и награде
Мијaиловић је добио више признања за допринос спорту и јавном животу:
- Мајска награда Савеза спортова Србије
- Орден рада
- Признања Фудбалског савеза Србије
- Више награда Спортског друштва Црвена звезда
- Повеља Удружења репрезентативаца Србије[1]